# Lee Kwang-jong
Lee Kwang-jong ((이광종?, 李光鍾?); 1º aprile 1964 – 26 settembre 2016) è stato un calciatore e allenatore di calcio sudcoreano.